# DVD Player
DVD Player (formalnie Apple DVD Player) – domyślny odtwarzacz filmów DVD systemu OS X.